# Volkskammerwahl 1981
- SED: 127
- FDGB: 68
- DBD: 52
- FDJ: 40
- DFD: 35
- KB: 22
- NDPD: 52
- LDPD: 52
- CDU: 52

- SED: 276
- Parteilos: 12
- DBD: 52
- NDPD: 53
- LDPD: 53
- CDU: 54

Die Wahl zur Volkskammer der DDR 1981 war die Wahl zur 8. Volkskammer der DDR und fand am 14. Juni 1981 statt. Sie war eine Scheinwahl. Es konnte lediglich über die Einheitsliste der Nationalen Front abgestimmt werden. Die Wahl hatte auf die Stärke der Fraktionen keinen Einfluss. Deren Größe wurde im Voraus festgelegt. Das Wahlrecht der DDR erlaubte auf dem Papier die öffentliche Kontrolle der Wahlauszählung. In der Praxis fand dies aus Angst vor Repressionen nicht statt.
Entgegen dem Viermächte-Status der Stadt Berlin fand diese Wahl auch in Ost-Berlin statt.

## Wahlergebnis
Die Wahlbeteiligung lag nach offiziellen Angaben mit 12.255.006 abgegebenen Stimmen bei 12.352.263 registrierten Wählern bei 99,21 %. 2878 Stimmen wurden als ungültig gewertet. Damit wurden 99,86 % Zustimmung (12.235.515 Stimmen) zum Wahlvorschlag der Nationalen Front gezählt, 16613 Personen oder 0,14 % hatten demnach gegen ihn gestimmt.
| Partei/Gruppe | Partei/Gruppe                               | Akronym | Sitze |
| ------------- | ------------------------------------------- | ------- | ----- |
|               | Sozialistische Einheitspartei Deutschlands  | SED     | 127   |
|               | Freier Deutscher Gewerkschaftsbund          | FDGB    | 68    |
|               | Christlich-Demokratische Union Deutschlands | CDU     | 52    |
|               | Liberal-Demokratische Partei Deutschlands   | LDPD    | 52    |
|               | Demokratische Bauernpartei Deutschlands     | DBD     | 52    |
|               | National-Demokratische Partei Deutschlands  | NDPD    | 52    |
|               | Freie Deutsche Jugend                       | FDJ     | 40    |
|               | Demokratischer Frauenbund Deutschlands      | DFD     | 35    |
|               | Kulturbund                                  | KB      | 22    |